# フィールドルージュ
フィールドルージュ (Field Rouge) は日本の競走馬である。馬名は冠名と父のクロコルージュの馬名の一部「ルージュ」が由来となっている。曾祖母はメジロラモーヌである。

## 経歴
2003年のセレクションセールに上場され、750万円（税別）で地田勝三に落札される。
2004年（2歳）、デビュー戦は9月12日に札幌競馬場で行われた芝の2歳新馬戦で5番人気で3着となった。なおこのレースの1番人気はシンボリグランで5着となっていた。続く10月10日の未勝利戦は11着で、レース後は休養に入ることになった。
2005年（3歳）、実戦復帰は4月23日のダートの3歳未勝利戦で10番人気で5着となり、次の5月15日の未勝利戦を制し、デビュー4戦目で初勝利を挙げた。続く昇級初戦の3歳上500万下レースも制し、1000万下クラスに昇級した。昇級初戦の竜飛崎特別（1000万下）で4着となり休養に入った。
2006年（4歳）、1月15日に実戦復帰し、9番人気で2着となった。次も2着となり、昇級4戦目でビッググラスを相手に勝利し準オープン馬となった。この時騎乗していた松永幹夫にとっては騎手として最後の騎乗で最後の勝利を挙げた。続く韓国馬事会杯（1600万下）も制し、オープン馬となった。オープン初戦は初の重賞となったアンタレスステークスで7番人気で4着に入った。続く大沼ステークスを制し、オープン競走初勝利を挙げた。その後マリーンステークスでは1番人気に支持されたが2着だったものの武蔵野ステークスで8番人気で3着、GI初挑戦となったジャパンカップダートでも8番人気で3着と安定した走りを見せたが、2006ファイナルステークスでは単勝1.8倍の1番人気に支持されたが4着だった。
上述の、2月25日の阪神競馬場での第12レース4歳上1000万下のレースは、松永の騎手引退レースで、さらに松永が第11レースの阪急杯を制したことにより中央通算1400勝まであと1勝だった。さらに、前走2着の実力を評価する票が重なり、単勝1.5倍の圧倒的な1番人気となった。記録達成への貢献により当時条件馬ながら注目を浴びた。松永は競走後、関係者に「この馬は将来、大きいところを獲りますよ」と語る。
2007年（5歳）、この年初戦の平安ステークスでは1番人気に支持されたがまたも人気を裏切り7着、続くフェブラリーステークスは6番人気で5着だった。レース後は放牧に出され、帰厩後は前年と同じローテーションを使うことになり、連覇を目指す大沼ステークスからの始動となった。レースではトップハンデとなる57.5kgを背負わされたが見事連覇を達成した。続く前年2着だったマリーンステークスも制し、武蔵野ステークスは3番人気で4着、第8回ジャパンカップダートでは6番人気ながら2着となった。次走は前年の2007ファイナルステークスと違う名古屋グランプリに出走し、単勝1.6倍の圧倒的1番人気に応え重賞及びダートグレード競走初勝利を挙げた。父にとっても産駒の日本の重賞及びダートグレード競走初勝利となった。
2008年（6歳）、初戦は川崎記念に出走。人気を集めると思われたヴァーミリアンやサンライズバッカスが取り消したこともあったが、4コーナーで先頭を行くフリオーソを捕らえにかかり、直線半ばで先頭に立つとそのまま突き放して初のJpnI競走勝利をあげた。その後、ヴァーミリアンとの父親世代からの因縁の対決となったフェブラリーステークスに出走し、2番人気の支持を集めるもスタート直後につまづき、自身の左後肢で左前脚をぶつけて落鉄。異変を察知した鞍上の横山典弘が3コーナー手前で競走を中止。レース後、左肩跛行と診断された。半年間の休養後、11月3日のJBCクラシックに出走したが、5着に終わった。その後、陣営はジャパンカップダートを回避し、彩の国浦和記念への出走を決めたが、同競走では2番人気に支持されるも、勝ったスマートファルコンから大きく突き放された4着に敗退した。レース後に屈腱炎が判明したため、長期休養することになり、2009年（7歳）、2010年（8歳）は1回も出走することはなかった。
2011年（9歳）、復帰戦となったアンタレスステークスではスタート直後に落馬し競走を中止。その後、東海ステークスに出走予定だったが右肩跛行で出走取消となった。帝王賞では中団から追走するが直線で伸び切れず5着に敗れた。休養後、11月3日のJBCクラシックに出走したが、スマートファルコンの6着に終わった。11月9日付けで競走馬登録を抹消し、函館競馬場で誘導馬となる。その後馬事公苑、立命館大学馬術部を経て、2014年12月からは功労馬繋養展示事業の助成を受け、高知県の土佐黒潮牧場で過ごしている。

## 競走成績
| 年月日 | 年月日 | 年月日 | 競馬場 | 競走名          | 格       | 頭 数 | 枠 番 | 馬 番 | オッズ （人気） | オッズ （人気） | 着順 | 騎手       | 斤 量 | 距離（馬場）  | タイム （上り3F） | タイム 差 | 勝ち馬/（2着馬）       |
| 2004   | 9.     | 12     | 札幌   | 2歳新馬         |          | 5     | 1     | 1     | 26.0            | （5人）         | 3着  | 酒井学     | 54    | 芝1800m（良） | 1:55.7 (36.1)     | 0.6       | ヒードザコール         |
|        | 10.    | 10     | 京都   | 2歳未勝利       |          | 15    | 6     | 11    | 125.9           | （11人）        | 11着 | 酒井学     | 55    | 芝1800m（良） | 1:50.3 (36.9)     | 2.5       | テイエムヒットベ       |
| 2005   | 4.     | 23     | 京都   | 3歳未勝利       |          | 14    | 7     | 11    | 98.4            | （10人）        | 5着  | 松永幹夫   | 56    | ダ1800m（良） | 1:54.9 (37.6)     | 0.6       | コスモアブソルート     |
|        | 5.     | 15     | 京都   | 3歳未勝利       |          | 14    | 5     | 8     | 8.3             | （4人）         | 1着  | 松永幹夫   | 56    | ダ1800m（良） | 1:54.2 (36.8)     | -0.3      | （ソウルサバイヴァー） |
|        | 6.     | 18     | 函館   | 3歳上500万下    |          | 13    | 4     | 4     | 23.4            | （7人）         | 1着  | 松永幹夫   | 54    | ダ1700m（良） | 1:45.8 (38.8)     | -0.7      | （アサクサムスタング） |
|        | 7.     | 10     | 函館   | 竜飛崎特別      | 1000万下 | 13    | 1     | 1     | 4.5             | （3人）         | 4着  | 松永幹夫   | 54    | ダ1700m（不） | 1:44.7 (38.0)     | 0.3       | マウントフォンテン     |
| 2006   | 1.     | 15     | 京都   | 4歳上1000万下   |          | 16    | 8     | 15    | 42.1            | （9人）         | 2着  | 松永幹夫   | 56    | ダ1800m（重） | 1:50.4 (36.5)     | 0.2       | ラッキーブレイク       |
|        | 2.     | 5      | 京都   | 4歳上1000万下   |          | 14    | 1     | 1     | 3.1             | （1人）         | 2着  | 松永幹夫   | 56    | ダ1800m（良） | 1:51.7 (36.6)     | 0.2       | アイファーフクオー     |
|        | 2.     | 26     | 阪神   | 4歳上1000万下   |          | 12    | 8     | 13    | 1.5             | （1人）         | 1着  | 松永幹夫   | 56    | ダ1800m（不） | 1:52.5 (36.5)     | -0.6      | （ビッググラス）       |
|        | 4.     | 1      | 中山   | 韓国馬事会杯    | 1600万下 | 14    | 5     | 7     | 3.9             | （2人）         | 1着  | 柴田善臣   | 57    | ダ1800m（良） | 1:52.2 (37.0)     | -0.3      | （ダンスウイザード）   |
|        | 4.     | 23     | 京都   | アンタレスS     | GIII     | 16    | 7     | 14    | 15.1            | （7人）         | 4着  | 柴田善臣   | 56    | ダ1800m（良） | 1:49.5 (35.3)     | 0.5       | （フィフティーワナー） |
|        | 6.     | 24     | 函館   | 大沼S           | OP       | 7     | 1     | 1     | 3.1             | （2人）         | 1着  | 柴山雄一   | 56    | ダ1700m（良） | 1:44.5 (36.9)     | -0.5      | （メテオバースト）     |
|        | 7.     | 16     | 函館   | マリーンS       | OP       | 13    | 7     | 10    | 2.3             | （1人）         | 2着  | 柴山雄一   | 56    | ダ1700m（良） | 1:45.5 (38.1)     | 0.5       | トーセンブライト       |
|        | 10.    | 28     | 東京   | 武蔵野S         | GIII     | 16    | 5     | 9     | 14.9            | （8人）         | 3着  | 吉田豊     | 56    | ダ1600m（良） | 1:35.6 (35.4)     | 0.3       | シーキングザベスト     |
|        | 11.    | 25     | 東京   | ジャパンCダート | GI       | 15    | 8     | 15    | 15.4            | （8人）         | 3着  | 吉田豊     | 57    | ダ2100m（良） | 2:08.9 (36.0)     | 0.4       | アロンダイト           |
|        | 12.    | 24     | 阪神   | ファイナルS     | OP       | 16    | 1     | 2     | 1.8             | （1人）         | 4着  | C.ルメール | 56    | ダ1800m（良） | 1:51.8 (36.6)     | 0.1       | エンシェントヒル       |
| 2007   | 1.     | 21     | 京都   | 平安S           | GIII     | 16    | 3     | 6     | 3.2             | （1人）         | 6着  | C.ルメール | 56    | ダ1800m（良） | 1:51.3 (35.6)     | 0.3       | メイショウトウコン     |
|        | 2.     | 18     | 東京   | フェブラリーS   | GI       | 16    | 4     | 8     | 13.3            | （6人）         | 5着  | C.ルメール | 57    | ダ1600m（不） | 1:35.6 (35.4)     | 0.8       | サンライズバッカス     |
|        | 6.     | 23     | 函館   | 大沼S           | OP       | 11    | 8     | 10    | 3.5             | （1人）         | 1着  | 横山典弘   | 57.5  | ダ1700m（良） | 1:45.3 (37.3)     | -0.2      | （タガノサイクロン）   |
|        | 7.     | 15     | 函館   | マリーンS       | OP       | 9     | 8     | 9     | 2.0             | （1人）         | 1着  | 横山典弘   | 57    | ダ1700m（良） | 1:44.9 (36.5)     | -0.1      | （タガノゲルニカ）     |
|        | 10.    | 27     | 東京   | 武蔵野S         | GIII     | 14    | 4     | 5     | 8.3             | （3人）         | 4着  | 横山典弘   | 56    | ダ1600m（不） | 1:35.8 (34.8)     | 0.3       | エイシンロンバード     |
|        | 11.    | 24     | 東京   | ジャパンCダート | GI       | 16    | 6     | 11    | 16.4            | （6人）         | 2着  | 横山典弘   | 57    | ダ2100m（良） | 2:06.9 (36.5)     | 0.2       | ヴァーミリアン         |
|        | 12.    | 24     | 名古屋 | 名古屋GP        | JpnII    | 12    | 7     | 10    | 1.6             | （1人）         | 1着  | 横山典弘   | 56    | ダ2500m（良） | 2:41.0 (36.8)     | -0.3      | （ロングプライド）     |
| 2008   | 1.     | 30     | 川崎   | 川崎記念        | JpnI     | 10    | 1     | 1     | 1.8             | （1人）         | 1着  | 横山典弘   | 57    | ダ2100m（稍） | 2:13.1 (36.4)     | -0.5      | （フリオーソ）         |
|        | 2.     | 24     | 東京   | フェブラリーS   | GI       | 16    | 2     | 4     | 5.0             | （2人）         | -    | 横山典弘   | 57    | ダ1600m（良） | 競走中止          |           | ヴァーミリアン         |
|        | 11.    | 3      | 園田   | JBCクラシック   | JpnI     | 12    | 5     | 5     | 14.9            | （5人）         | 5着  | 岩田康誠   | 57    | ダ1870m（良） | 1:58.3 (36.3)     | 1.7       | ヴァーミリアン         |
|        | 11.    | 26     | 浦和   | 彩の国浦和記念  | JpnII    | 11    | 4     | 4     | 2.6             | （2人）         | 4着  | 横山典弘   | 58    | ダ2000m（良） | 2:06.3 (38.6)     | 1.5       | スマートファルコン     |
| 2011   | 4.     | 24     | 京都   | アンタレスS     | GIII     | 13    | 1     | 1     | 133.0           | （12人）        | -    | 秋山真一郎 | 57    | ダ1800m（重） | 競走中止          |           | ゴルトブリッツ         |
|        | 5.     | 22     | 京都   | 東海S           | GII      | 14    | 4     | 7     |                 |                 |      | 小林徹弥   | 58    | ダ1900m（不） | 出走取消          |           | ワンダーアキュート     |
|        | 6.     | 29     | 大井   | 帝王賞          | JpnI     | 11    | 2     | 2     | 127.4           | （8人）         | 5着  | 酒井学     | 57    | ダ2000m（良） | 2:04.3 (37.0)     | 3.2       | スマートファルコン     |
|        | 11.    | 3      | 大井   | JBCクラシック   | JpnI     | 12    | 3     | 3     | 298.5           | （9人）         | 6着  | 酒井学     | 57    | ダ2000m（良） | 2:05.7 (37.1)     | 3.6       | スマートファルコン     |

## 血統表
| フィールドルージュの血統                              | フィールドルージュの血統                                      | フィールドルージュの血統                | （血統表の出典）                        | （血統表の出典） |
| 父系                                                  | ブラッシンググルーム系                                        | ブラッシンググルーム系                  | ブラッシンググルーム系                  |                  |
| 父 *クロコルージュ Croco Rouge 1995 鹿毛 アイルランド | 父の父Rainbow Quest 1981 鹿毛 アメリカ合衆国                  | Blushing Groom                          | Red God                                 | Red God          |
| 父 *クロコルージュ Croco Rouge 1995 鹿毛 アイルランド | 父の父Rainbow Quest 1981 鹿毛 アメリカ合衆国                  | Blushing Groom                          | Runaway Bride                           |                  |
| 父 *クロコルージュ Croco Rouge 1995 鹿毛 アイルランド | 父の父Rainbow Quest 1981 鹿毛 アメリカ合衆国                  | I Will Follow                           | Herbager                                | Herbager         |
| 父 *クロコルージュ Croco Rouge 1995 鹿毛 アイルランド | 父の父Rainbow Quest 1981 鹿毛 アメリカ合衆国                  | I Will Follow                           | Where You Lead                          |                  |
| 父 *クロコルージュ Croco Rouge 1995 鹿毛 アイルランド | 父の母Alligatrix 1980 鹿毛 アメリカ合衆国                     | Alleged                                 | Hoist the Flag                          | Hoist the Flag   |
| 父 *クロコルージュ Croco Rouge 1995 鹿毛 アイルランド | 父の母Alligatrix 1980 鹿毛 アメリカ合衆国                     | Alleged                                 | Princess Pout                           |                  |
| 父 *クロコルージュ Croco Rouge 1995 鹿毛 アイルランド | 父の母Alligatrix 1980 鹿毛 アメリカ合衆国                     | Shore                                   | Round Table                             | Round Table      |
| 父 *クロコルージュ Croco Rouge 1995 鹿毛 アイルランド | 父の母Alligatrix 1980 鹿毛 アメリカ合衆国                     | Shore                                   | Delta                                   |                  |
| 母 メジロレーマー 1995 黒鹿毛 北海道伊達市            | 母の父*リンドシェーバー Lindo Shaver 1988 鹿毛 アメリカ合衆国 | Alydar                                  | Raise a Native                          | Raise a Native   |
| 母 メジロレーマー 1995 黒鹿毛 北海道伊達市            | 母の父*リンドシェーバー Lindo Shaver 1988 鹿毛 アメリカ合衆国 | Alydar                                  | Sweet Tooth                             |                  |
| 母 メジロレーマー 1995 黒鹿毛 北海道伊達市            | 母の父*リンドシェーバー Lindo Shaver 1988 鹿毛 アメリカ合衆国 | *ベーシイド Bersid                      | Cool Moon                               | Cool Moon        |
| 母 メジロレーマー 1995 黒鹿毛 北海道伊達市            | 母の父*リンドシェーバー Lindo Shaver 1988 鹿毛 アメリカ合衆国 | *ベーシイド Bersid                      | Polondra                                |                  |
| 母 メジロレーマー 1995 黒鹿毛 北海道伊達市            | 母の母メジロリベーラ 1990 黒鹿毛 北海道伊達市                 | シンボリルドルフ                        | *パーソロン                             | *パーソロン      |
| 母 メジロレーマー 1995 黒鹿毛 北海道伊達市            | 母の母メジロリベーラ 1990 黒鹿毛 北海道伊達市                 | シンボリルドルフ                        | スイートルナ                            |                  |
| 母 メジロレーマー 1995 黒鹿毛 北海道伊達市            | 母の母メジロリベーラ 1990 黒鹿毛 北海道伊達市                 | メジロラモーヌ                          | *モガミ                                 | *モガミ          |
| 母 メジロレーマー 1995 黒鹿毛 北海道伊達市            | 母の母メジロリベーラ 1990 黒鹿毛 北海道伊達市                 | メジロラモーヌ                          | メジロヒリュウ F-No.                    |                  |
| 母系(F-No.)                                           | アマゾンウォリアー系(FN:9-f)                                  | アマゾンウォリアー系(FN:9-f)            | アマゾンウォリアー系(FN:9-f)            | [ § 2 ]          |
| 5代内の近親交配                                       | Raise a Native5×4、Nasrullah5･5（父内）                       | Raise a Native5×4、Nasrullah5･5（父内） | Raise a Native5×4、Nasrullah5･5（父内） | [ § 3 ]          |
| 出典                                                  | 1. 2. 3.                                                      | 1. 2. 3.                                | 1. 2. 3.                                | 1. 2. 3.         |